# .sm
.sm — национальный домен верхнего уровня для Сан-Марино.